# The Sentinel (игра)
The Sentinel (в США была издана как The Sentry) — компьютерная игра, созданная Джеффом Крэммондом, изданная компанией Firebird Software в 1986 году для Commodore 64 и портированная на BBC Micro (самим Крэммондом), Amstrad CPC, ZX Spectrum (Майком Фолином), Atari ST, Amiga (оба Стивом Баком) и PC (Майком Роллом). The Sentinel является одной из первых игр, которые выполнены в полном 3D для домашних компьютеров.
The Sentinel лучше всего описать как «игру управления энергией». Игра обладает видом от первого лица и несколькими тысячами уровней.

## Сюжет
Во Вселенной зародилось всемогущее, всесильное существо, известное под именем «Стражник» (англ. Sentinel): оно захватывает одну планету за другой, поглощая всю её энергию. Для борьбы с ним был создан телепатический робот «Синтоид» (который, как и «Стражник», способен поглощать и использовать энергию).

## Игровой процесс
Игрок выполняет роль «Синтоида» — телепатического робота, который контролирует множество сюрреалистичных шахматных ландшафтов, — поднимаясь с самой нижней точки (где игра начинается) по направлению к наивысшей платформе.
Наивысшую точку уровня занимает «Стражник», который сканирует пространство вокруг себя. После попадания в поле зрения «Стражника» у «Синтоида» есть 5 секунд, чтобы телепортироваться в другое место уровня (при этом точка для перемещения должна быть ниже текущей позиции); в противном случае «Стражник» начинает выкачивать энергию из «Синтоида» (и в конечном итоге «Синтоид» погибает).
Цель игры — уничтожить «Стражника» и, заняв его место, переместиться на следующей уровень.
«Синтоид» не может свободно перемещаться по уровню — он может смотреть вокруг и собирать энергию из объектов, разбросанных по ландшафту. С помощью энергии «Синтоид» может создавать объекты игрового мира:
- Валуны — для занятия более высокой позиции;
- Деревья — для блокирования обзора стражника;
- Пустые оболочки — в которые он может перемещать своё сознание (таким образом, занимая новые точки ландшафта).

Помимо этого «Синтоид» может телепортироваться в случайное место уровня.

## Продолжение
Превью несуществующего сиквела, названного «Monolith», появилось в 1995 в итальянском журнале The Games Machine как первоапрельская шутка. Настоящее продолжение — получившее название Sentinel Returns — было выпущено для PC и PlayStation в 1998 году.
Существует несколько бесплатных неофициальных ремейков игры, среди которых:
- 1998 — The Sentinel: Sentry Эммануэля Айкарта;
- 2006 — Zenith Джона Валентайна;
- 2006 — Sentinel Джорджа Роттенштайнера[4].

## Отзывы и награды
| Иноязычные издания     | Иноязычные издания                                 | Иноязычные издания                                 | Иноязычные издания                                 | Иноязычные издания                                 |
| Издание                | Оценка                                             | Оценка                                             | Оценка                                             | Оценка                                             |
| Издание                | Amiga                                              | Atari ST                                           | Commodore 64                                       | ZX Spectrum                                        |
| ---------------------- | -------------------------------------------------- | -------------------------------------------------- | -------------------------------------------------- | -------------------------------------------------- |
| Crash                  |                                                    |                                                    |                                                    | 97 %                                               |
| Génération 4           |                                                    | 96 %                                               |                                                    |                                                    |
| The Games Machine      | 94 %                                               |                                                    |                                                    |                                                    |
| Computer Gamer         |                                                    |                                                    | 90 %                                               |                                                    |
| Награды                |                                                    |                                                    |                                                    |                                                    |
| Издание                | Награда                                            | Награда                                            | Награда                                            | Награда                                            |
| Golden Joystick Awards | Самая оригинальная игра 1986 года                  | Самая оригинальная игра 1986 года                  | Самая оригинальная игра 1986 года                  | Самая оригинальная игра 1986 года                  |
| Your Sinclair          | Лучшие игры всех времен для ZX Spectrum, 9-е место | Лучшие игры всех времен для ZX Spectrum, 9-е место | Лучшие игры всех времен для ZX Spectrum, 9-е место | Лучшие игры всех времен для ZX Spectrum, 9-е место |
| Retro Gamer            | Лучшие игры Commodore 64, 1-е место                | Лучшие игры Commodore 64, 1-е место                | Лучшие игры Commodore 64, 1-е место                | Лучшие игры Commodore 64, 1-е место                |
| Computer Gamer         | Игра 1986 года                                     | Игра 1986 года                                     | Игра 1986 года                                     | Игра 1986 года                                     |
| Amiga Power            | Лучшие игры всех времен для Amiga, 20-е место      | Лучшие игры всех времен для Amiga, 20-е место      | Лучшие игры всех времен для Amiga, 20-е место      | Лучшие игры всех времен для Amiga, 20-е место      |

### Commodore 64
Обозреватели журнала об играх для Commodore 64 Zzap!64 назвали игру выдающейся и наградили «золотой медалью». Рой Вагнер из журнала Computer Gaming World написал положительную рецензию версии для Commodore 64, отметив, что игра — выдающаяся и вызывает привыкание. Обозреватель журнала Computer Gamer поставил The Sentinel 90 % и назвал её игрой года.
В журнале Retro Gamer в 2006 году The Sentinel была поставлена на 1-е место в списке лучших игр Commodore 64.

### Amiga
В рецензии журнала The Games Machine обозреватель поставил версии для Amiga 94 % и назвал её одной из самых оригинальных игр для домашних компьютеров. Журнал Amiga Power — в 1991 году поставил The Sentinel на двадцатое место в списке лучших игр для Amiga всех времён.

### ZX Spectrum
Версия для ZX Spectrum получила награду журнала CRASH; в своей рецензии авторы журнала поставили игре 97 % и похвалили атмосферность, оригинальность и напряжённость игрового процесса. Журнал Your Sinclair поставил игру на девятое место в списке 100 лучших игр для ZX Spectrum.
Игра получила премию Golden Joystick Awards в номинации «Лучшая оригинальная игра 1986 года».

### Amstrad CPC
Рецензенты Amstrad Computer User сообщили, что игра имеет уникальные качества, требует интеллекта, быстрого мышления и острого ума